# World Famous Classics: 1993-1998
Albums de The Beatnuts
A Musical Massacre
(1999) Take It or Squeeze It
(2001)
World Famous Classics: 1993-1998 est une compilation des Beatnuts, sortie le 25 août 1999.
Sorti deux semaines après A Musical Massacre, ce best of comprend des titres des premiers opus du duo.

## Liste des titres
| No  | Titre                   | Album original             | Durée |
| --- | ----------------------- | -------------------------- | ----- |
| 1.  | World's Famous          | Intoxicated Demons: The EP | 3:23  |
| 2.  | Bless the M.I.C.        | Stone Crazy                | 3:22  |
| 3.  | Props Over Here (Remix) | Remix EP: The Spot         | 3:29  |
| 4.  | Here's a Drink          | Stone Crazy                | 3:04  |
| 5.  | No Equal                | Intoxicated Demons: The EP | 4:07  |
| 6.  | Find That               | Stone Crazy                | 3:53  |
| 7.  | No Equal (Remix)        | Remix EP: The Spot         | 4:18  |
| 8.  | Psycho Dwarf            | The Beatnuts: Street Level | 3:40  |
| 9.  | Do You Believe?         | Stone Crazy                | 3:20  |
| 10. | Props Over Here         | The Beatnuts: Street Level | 3:59  |
| 11. | Get Funky (Remix)       | Remix EP: The Spot         | 4:32  |
| 12. | Reign of the Tec        | Intoxicated Demons: The EP | 3:21  |
| 13. | Get Funky               | The Beatnuts: Street Level | 3:37  |
| 14. | Give Me tha Ass         | Stone Crazy                | 3:49  |